# فيليب هاغلوند
فيليب هاغلوند (بالسويدية: Philip Haglund)‏ (22 مارس 1987 بستوكهولم في السويد - ) هو لاعب كرة قدم سويدي في مركز الوسط. لعب مع نادي برومابويكارنا ونادي غوتبورغ ونادي هاماربي لكرة القدم ونادي هيرنفين وGröndals IK ‏.

## روابط خارجية
- فيليب هاغلوند على موقع اتحاد السويد (السويدية)
- فيليب هاغلوند على موقع قاعدة بيانات كرة القدم.إي يو (الإنجليزية)
- فيليب هاغلوند على موقع Soccerway.com (الإنجليزية)